# Adidas International 2004 - Doppio femminile
Il doppio femminile  del torneo di tennis Adidas International 2004, facente parte del WTA Tour 2004, ha avuto come vincitrici Cara Black e Rennae Stubbs che hanno battuto in finale Dinara Safina e Meghann Shaughnessy con il punteggio di 7–5, 3–6, 6–4.

## Teste di serie
1. Martina Navrátilová /  Lisa Raymond (quarti di finale)
2. Liezel Huber /  Ai Sugiyama (quarti di finale)

1. Cara Black /  Rennae Stubbs (campionesse)
2. Daniela Hantuchová /  Magdalena Maleeva (quarti di finale)

## Tabellone

### Legenda
| - Q = Qualificato - WC = Wild card - LL = Lucky loser | - ALT = Alternate - SE = Special Exempt - PR = Protected Ranking | - w/o = Walkover - r = Ritirato - d = Squalificato |